# Stilsko, Mîkolaiiv
Stilsko (în ucraineană Стільсько) este localitatea de reședință a comunei Stilsko din raionul Mîkolaiiv, regiunea Liov, Ucraina.

## Demografie
Componența lingvistică a localității Stilsko
     Ucraineană (99,88%)
     Alte limbi (0,12%)
Conform recensământului din 2001, majoritatea populației localității Stilsko era vorbitoare de ucraineană (99,88%), existând în minoritate și vorbitori de alte limbi.